# 26

## Eventos
- Valério Grato nomeia Caifás, genro de Anás, como sumo sacerdote, no lugar de Simão.[1]
- Pôncio Pilatos substitui Valério Grato como procurador da Judeia.[1]
- 30o Jubileu.[1]
- Jesus Cristo inicia a pregação do Evangelho, possivelmente próximo do dia 19 de outubro.[1]